# A partida de xadrez (Sofonisba Anguissola)
A partida de xadrez é uma pintura de óleo sobre tela da artista italiana Sofonisba Anguissola, criada em 1555. A obra retrata suas irmãs jogando uma partida casual de xadrez, enquanto observadas por uma mulher mais velha que presume-se ser uma serva. Pela idade das irmãs retratadas, a do meio é provavelmente Minerva ou Europa. Ela sorri e está olhando para a irmã da meio. Esta irmã pode ser Minerva ou Lúcia Anguissola, e está com a expressão de que perdeu a partida olhando para a irmã mais velha e com a mão direita levantada. A irmã mais velha pode ser Lúcia ou Elena. Esta segurando a Dama, o que sugere que venceu a partida, e olhando para Sofonisba.
O pintor italiano Giorgio Vasari, conhecido por escrever biografias de seus contemporâneos, considerou a pintura um trabalho excelente pela vividez das imagens e pela qualidade superior no uso da técnica de sfumato, que suaviza as linhas na obra. O quadro é um dos primeiros do gênero que retrata o cotidiano da corte e se destaca pela representação de mulheres jogando xadrez. No renascimento a prática do xadrez pelas mulheres não era mais bem vista pois a introdução das novas regras do xadrez (o movimento da Dama e do Bispo) tornaram as partidas mais rápidas e o jogo passou a ser considerado uma atividade de lógica e raciocínio, que eram atividades não adequadas a nova visão de qualidades para a mulher na época.